# Горска зидарка
Горската зидарка (Sitta europaea) е вид малка птица от разред Врабчоподобни (Passeriformes), която се среща навсякъде в умерените ширини на Европа и Азия, с изключение на Ирландия. Тя е един от най-разпространените и най-често срещаните представители на семейство Зидаркови (Sittidae).

## Физически характеристики
Дължина на тялото – 14 cm. Къса опашка. Отгоре тялото е сиво на цвят, с черна ивица, минаваща през околоочната област. Единствено върховете на крайните опашни пера са бели. Гърлената област също е бяла, а коремната има кестеняв оттенък.
Брачната песен наподобява силно подсвиркване. Нерядко издава звънливи тонове: „тюи-тюи“.

## Начин на живот и хранене
Горската зидарка е постоянна птица за България, която обаче извършва сезонни вертикални миграции. През есента слиза от планините и заедно със синигери, кралчета и кълвачи обикаля равнинните гори и паркове, където се прехранва. През пролетта двойките отново се качват в планините по гнездовите си райони. Обитава широколистни гори (особено букови), където гнезди по стари дървета. Храни се с насекоми, семена и ядки. Горската зидарка е известна с навика си да забива различни ядки в дървесни пукнатини, след което да ги разчупва със здравата си човка. Освен това тя има способността да слиза по стеблата на дърветата с главата надолу, а не само да се катери нагоре като дърволазките и кълвачите.
Горската зидарка е склонна да посещава хранилки за птици. В такива случаи тя става доста агресивна и пропъжда други видове.

## Размножаване
Гнездата си разполага в дупки или пукнатини и ги застила с кора или трева. Входът към дупката може да бъде стеснен с добре оформена кална стена, която птицата изгражда с човката си. Именно затова я наричат „зидарка“.
Снася от пет до осем яйца – бели, с червеникави петънца.

## Природозащитен статут
На територията на България е защитен вид.